# 이집트 고왕국
이집트 고왕국(Old Kingdom of Egypt) 시기는 고대 이집트를 나눈 시기 중 하나로, 이집트 제3왕조부터 이집트 제6왕조까지의 기간(기원전 2686년 ~ 기원전 2181년)에 해당된다. 다른 말로는 피라미드 시대라고도 불린다.

## 개요
고왕국 시기 동안 고대 이집트의 왕권은 크게 신장되어 파라오의 중앙집권적인 전제군주의 힘이 강화된다. 이러한 사실은 이집트 제4왕조가 남긴 수많은 유적들, 특히 쿠푸의 대피라미드를 통해 확인할 수 있다. 정신적인 면에서도 왕의 위치는 신과 동격으로 격상되어, 초기에는 호루스의 화신으로, 이집트 제5왕조부터는 태양신 레의 아들로 숭배되었다.
파라오의 신격화와 대피라미드의 건설 등으로 상징되는 고왕기의 부흥은 제6왕조 시기부터 서서히 약화되었으며, 왕권은 붕괴되어 이집트의 제1중간기를 맞이하게 된다.

## 역대 파라오

### 제3왕조
기원전 2686년 ~ 기원전 2613년
- 사나크테 (기원전 2686년 ~ 기원전 2668년)
- 조세르(기원전 2668년 ~ 기원전 2649년) : 최초의 석조 건축물인 계단형 피라미드를 남겼다.
- 세켐케트 (기원전 2649년 ~ 기원전 2643년)
- 카바 (기원전 2643년 ~ 기원전 2637년)
- 후니 (기원전 2637년 ~ 기원전 2613년) : 최초의 정방형 피라미드를 남겼다.

### 제4왕조
기원전 2613년 ~ 기원전 2500년피라미드의 황금기이다.
- 스네프루 (기원전 2613년 ~ 기원전 2589년)
- 쿠푸 (기원전 2589년 ~ 기원전 2566년) : 기자의 대피라미드를 지었다.
- 제데프레 (기원전 2566년 ~ 기원전 2558년)
- 카프레 (기원전 2558년 ~ 기원전 2532년) : 제2피라미드를 지었다.
- 멘카우레 (기원전 2532년 ~ 기원전 2504년) : 제3피라미드를 지었다.
- 솁세스카프 (기원전 2504년 ~ 기원전 2500년)

### 제5왕조
기원전 2498년에서 기원전 2345년까지
- 우세르카프 (기원전 2498년 ~ 기원전 2491년)
- 사후레 (기원전 2491년 ~ 기원전 2477년)
- 네페리르카레 카카이 (기원전 2477년 ~ 기원전 2467년)
- 솁세스카레 (기원전 2467년 ~ 기원전 2460년)
- 네페레프레 (기원전 2460년 ~ 기원전 2458년)
- 니우세르레 (기원전 2458년 ~ 기원전 2422년)
- 멘카우호르 (기원전 2422년 ~ 기원전 2414년)
- 제드카레 (기원전 2414년 ~ 기원전 2375년)
- 우나스 (기원전 2375년 ~ 기원전 2345년)

### 제6왕조
기원전 2345년 ~ 기원전 2181년
- 테티 (기원전 2345년 ~ 기원전 2333년)
- 우세르카레 - 아비도스 왕 목록에 나오는 파라오.
- 페피 1세 (기원전 2332년 ~ 기원전 2283년)
- 메렌레 (기원전 2283년 ~ 기원전 2278년)
- 페피 2세 (기원전 2278년 ~ 기원전 2184년)
- 메렌레 2세 (기원전 2184년) : 페피 2세의 아들
- 니토크리스 (기원전 2184년 ~ 기원전 2181년) : 메렌레 2세의 부인으로 헤로도토스의 저서에 등장.